# The Incredibly Strange Creatures Who Stopped Living and Became Mixed-Up Zombies
The Incredibly Strange Creatures Who Stopped Living and Became Mixed-Up Zombies is een Amerikaanse monsterfilm/zombiefilm/musical uit 1964, geregisseerd door Ray Dennis Steckler. Steckler speelde ook mee in de film onder het pseudoniem "Cash Flagg".
Vanwege haar hoge campgehalte is de film uitgegroeid tot een cultfilm.

## Verhaal
Jerry, zijn vriendin Angela en zijn vriend Harold maken zich klaar voor carnaval. Ze komen langs een optreden van Marge, een alcoholistische zanger die voor en tijdens shows altijd drinkt, en haar partner, Bill Ward. Hier ziet Jerry de stripper Carmelita, die hem hypnotiseert met haar ijzige blik. Ze is de jongere zus van de waarzegster Estrella. Estrella verandert de gehypnotiseerde Jerry in een zombie. Hij begint vervolgens mensen te vermoorden, beginnend met Marge en Bill. Later probeert hij ook zijn vriendin Angela te wurgen. Angela en Harold onderzoeken de zaak, en ontdekken dat Estrella dit al met meerdere mensen heeft gedaan. In de climax duiken alle zombies op, en keren zich tegen Estrella. Jerry wordt weer normaal na Estrella's dood, maar wordt door de politie neergeschoten voor de ogen van Angela en Harold.

## Rolverdeling
| Acteur              | Personage       | Opmerkingen        |
| ------------------- | --------------- | ------------------ |
| Ray Dennis Steckler | Jerry           | als Cash Flagg     |
| Carolyn Brandt      | Marge Neilson   |                    |
| Brett O'Hara        | Madame Estrella |                    |
| Atlas King          | Harold          |                    |
| Sharon Walsh        | Angela          |                    |
| Pat Kirkwood        | Madison         | als Madison Clarke |
| Erina Enyo          | Carmelita       |                    |
| Don Russell         | Ortega          | als Jack Brady     |
| Toni Camel          | Stella          |                    |
| Joan Howard         | Angela's mother |                    |
| Neil Stillman       | Barker          |                    |

## Achtergrond
De film staat ook bekend onder de titels Diabolical Dr. Voodoo, The Incredibly Mixed Up Zombie, The Incredibly Strange Creature: Or Why I Stopped Living and Became a Mixed-up Zombie en The Teenage Psycho Meets Bloody Mary. Die derde titel was eigenlijk de titel die Flagg wilde gebruiken voor de film, maar hij dreigde te worden aangeklaagd door Columbia Pictures omdat de naam te sterk leek op Dr. Strangelove or: How I Learned to Stop Worrying and Love the Bomb.
The Incredibly Strange Creatures werd bespot in de cultserie Mystery Science Theater 3000, en stond op de eerste plaats in de documentaire The 50 Worst Movies Ever Made.
Veel van de film werd opgenomen in een oude Masonic-tempel in Glendale. Gedurende de opnames zat Steckler geregeld in geldnood, zowel voor de film als voor alles eromheen.